# Egértanya
Az Egértanya (eredeti cím: Mouse Hunt) 1997-ben bemutatott amerikai filmvígjáték, Gore Verbinski rendező első filmje. A főbb szerepekben Nathan Lane, Lee Evans, Maury Chaykin és Christopher Walken látható. Ez volt az első családi film, amelyet a DreamWorks adott ki.
Az Amerikai Egyesült Államokban 1997. december 19-én mutatták be a mozikban. Általánosságban vegyes véleményeket kapott a kritikusoktól. Bevételi szempontból sikert aratott; a 38 milliós költségvetésével szemben összesen 125,4 millió dollárt gyűjtött.

## Rövid történet
Két botcsinálta örökös elhatározza, hogy megszabadítják ócska házukat egy egértől, aki ugyanilyen elszántan ott akar maradni, ahol van.

## Cselekmény
Miután Lars (Lee Evans) és Ernie (Nathan Lane) cérnagyáros apja, Rudolf (William Hickey) elhalálozik, a két fiú felkeresi az apa korszerűtlen gyárát, ahol kiderül, hogy az örökséghez tartozik egy vidéki ház is.
A Zeppco International cég ajánlatot tesz Larsnak a gyár megvásárlására, miután Rudolf többször elutasította őket, de a fiú sem fogadja el az ajánlatot, emlékezve apjának tett ígéretére. Amikor ez kiderül, Lars felesége, az önző és pénzéhes April (Vicki Lewis) elhagyja a férfit. Közben Ernie vendéglőjébe betér McKrinkle polgármester (Cliff Emmich), de szívrohamot kap, amikor az ételében egy csótányt talál. Az ügy következtében Ernie elveszíti a vendéglőjét és a házát.
A két hajléktalanná vált testvér elhatározza, hogy megnézik az örökölt házat. A helyszínen megtalálják a ház tervrajzát, amiből az derül ki, hogy 1876-ban építette a híres Charles Lyle LaRue építész. Mivel az építésznek ez az utolsó műve, amit eddig csak hírből ismertek, "a hiányzó LaRue" néven emlegetik. Alexander Falko (Maury Chaykin), LaRue műveinek gyűjtője, ajánlatot tesz a házra, de Ernie meggyőzi testvérét, hogy többet is kaphatnak érte, ha rendbe hozzák, és árverésre bocsátják.
A felújítás során a fivérek azzal szembesülnek, hogy a házban egy intelligens egér lakik. Ernie és Lars megpróbálnak megszabadulni az egértől. Egyre agresszívebb módszerekkel próbálják elpusztítani, de az egér mindannyiszor túljár az eszükön.
Ernie megbeszél egy találkozót a Zeppco vezetőivel, de nem jut el a megbeszélésre, mivel balesetet szenved. Hazatérve, folytatódik a háború az egérrel. A harcok közben a ház súlyosan megrongálódik. Lars megtudja, hogy Ernie a háta mögött egyezkedni kezdett a Zeppcóval, és ezen  összeszólalkoznak. A vita hevében Lars hozzávág egy narancsot Ernie-hez, de ez elhajol, és a narancs véletlenül az egeret találja el. A fivérek megpróbálják kivégezni az eszméletét vesztett jószágot, de nem viszi rá a lelkük, hogy ártsanak a védtelen egérnek; inkább becsomagolják, és postára adják Kubába, Fidel Castro címére. Megszabadulva az egértől, a két testvér befejezi a ház felújítását, és készülnek az árverésre.
Az árverés közben az "egércsomag" elégtelen címzés miatt visszaérkezik, és egy kirágott lyuk van rajta. Lars és Ernie ismét megpróbálja megölni az egeret. Egy csövet vezetnek a falba és megpróbálják vízzel kiönteni az egeret. A víz kitölti a falak közötti teret és elsodorja az árverés résztvevőit, amikor a kikiáltási ár már 25 millió dollárnál tart. A ház összedől, és a testvérek egyedüli vigasza az, hogy valószínűleg az egér is elpusztult.
Lars és Ernie a cérnagyárban kénytelen tölteni az éjszakát. Az elpusztíthatatlan egér azonban ide is követi őket, beindítja a gyártósort, és egy darab sajtból sajtgombolyagot készít. A testvérek békét kötnek az egérrel, és az egér ötlete alapján beindítják a gyárat. Termékük egy speciális, "sajtból készült cérna"; az egér pedig tovább dolgozik a termékfejlesztésen.

## Szereplők
| Szereplő                 | Színész              | Magyar hang        |
| ------------------------ | -------------------- | ------------------ |
| Ernest Smuntz            | Nathan Lane          | Vincze Gábor Péter |
| Lars Smuntz              | Lee Evans            | Gáspár András      |
| April Smuntz             | Vicki Lewis          | Orosz Anna         |
| Alexander Falko          | Maury Chaykin        | Ujlaki Dénes       |
| Quincy Thorpe            | Michael Jeter        | Zana József        |
| Ingrid                   | Debra Christofferson |                    |
| Roxanne Atkins           | Annabelle Gurwitch   |                    |
| A Smuntz család ügyvédje | Eric Christmas       | Izsóf Vilmos       |
| Árverés vezetője         | Ian Abercrombie      | Beregi Péter       |
| Rudolph Smuntz           | William Hickey       | Makay Sándor       |
| Caeser                   | Christopher Walken   | Kőszegi Ákos       |

## Érdekesség
- A film egyik jelenetében Ernie egy afrikai herceget úgy köszönt, hogy Hakuna Matata. Ez a mondat az Oroszlánkirályban szerepel, ahol Nathan Lane, az Ernie-t alakító színész szolgáltatta Timon hangját.

## Fordítás
- Ez a szócikk részben vagy egészben  a   MouseHunt című  Wikipédia-szócikk ezen változatának fordításán alapul.  Az eredeti cikk szerkesztőit annak laptörténete sorolja fel. Ez a jelzés csupán a megfogalmazás eredetét és a szerzői jogokat jelzi, nem szolgál a cikkben szereplő információk forrásmegjelöléseként.